# Plankalkül
Plankalkül – pierwszy w historii wysokopoziomowy język programowania tworzony przez Konrada Zuse w latach 1942–1945. Kalkül to niemieckie określenie na systemy formalne.